# Saint-Aubin-de-Blaye
Saint-Aubin-de-Blaye is een gemeente in het Franse departement Gironde (regio Nouvelle-Aquitaine) en telt 687 inwoners (1999). De plaats maakt deel uit van het arrondissement Blaye.

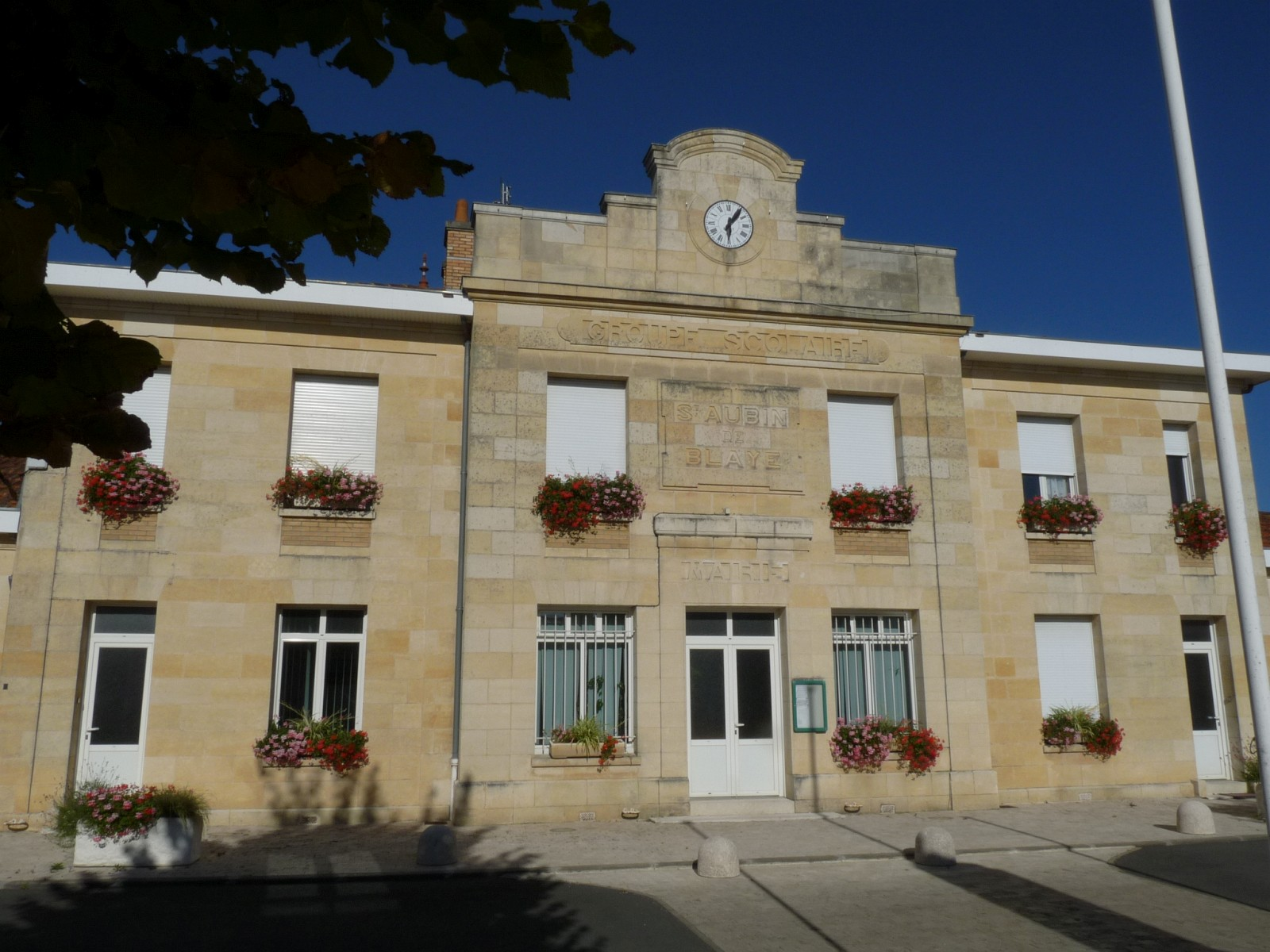
Gemeentehuis
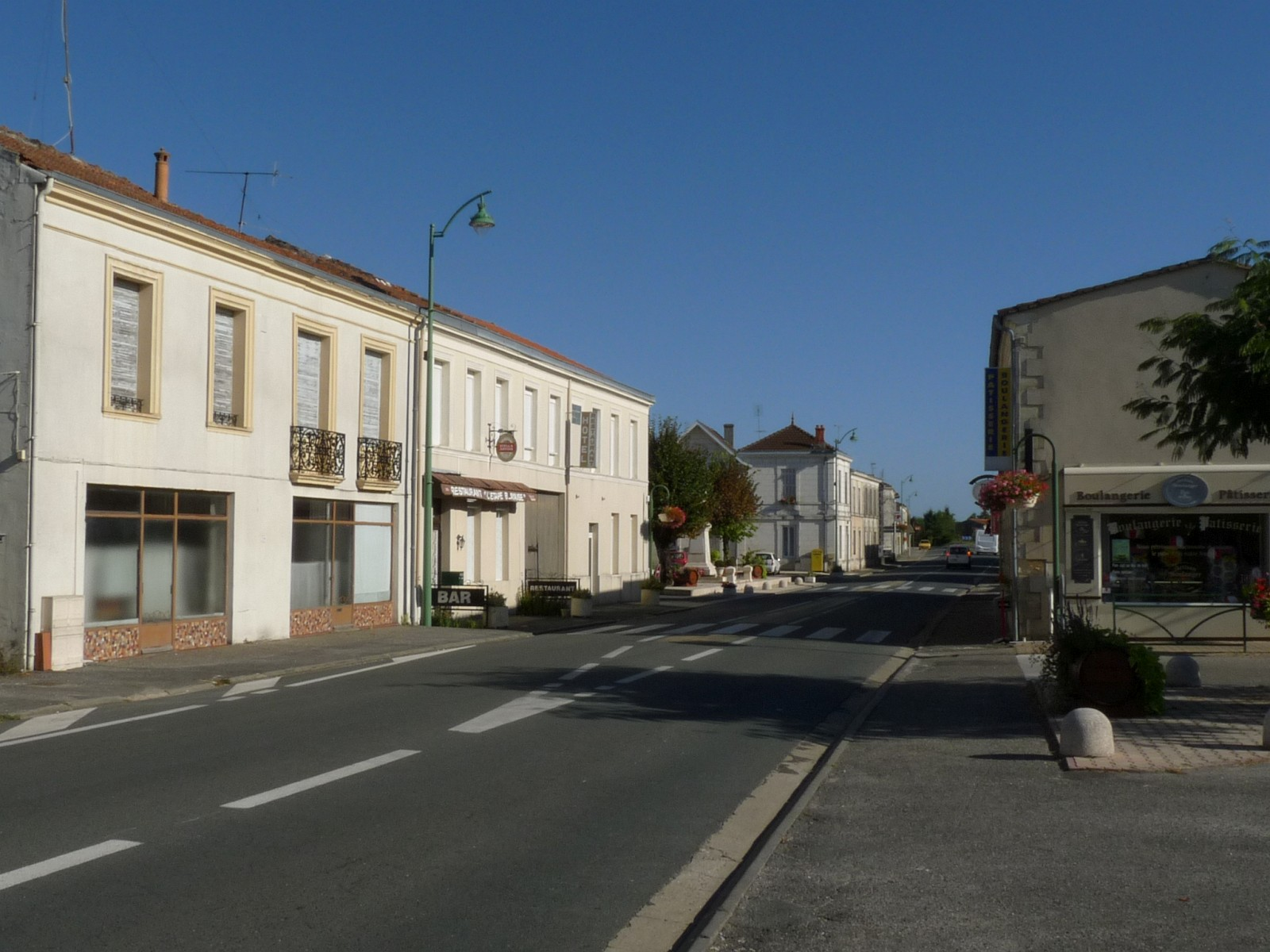
Hoofdstraat

## Geografie
De oppervlakte van Saint-Aubin-de-Blaye bedraagt 11,5 km², de bevolkingsdichtheid is 59,7 inwoners per km².
De onderstaande kaart toont de ligging van Saint-Aubin-de-Blaye met de belangrijkste infrastructuur en aangrenzende gemeenten.

## Demografie
Onderstaande figuur toont het verloop van het inwonertal (bron: INSEE-tellingen).